# Matlacha
Matlacha es un lugar designado por el censo ubicado en el condado de Lee en el estado estadounidense de Florida. En el Censo de 2010 tenía una población de 677 habitantes y una densidad poblacional de 379,93 personas por km².

## Geografía
Matlacha se encuentra ubicado en las coordenadas 26°37′58″N 82°4′22″O / 26.63278, -82.07278. Según la Oficina del Censo de los Estados Unidos, Matlacha tiene una superficie total de 1.78 km², de la cual 0.52 km² corresponden a tierra firme y (70.93%) 1.26 km² es agua.

## Demografía
Según el censo de 2010, había 677 personas residiendo en Matlacha. La densidad de población era de 379,93 hab./km². De los 677 habitantes, Matlacha estaba compuesto por el 98.67% blancos, el 0.3% eran afroamericanos, el 0% eran amerindios, el 0.44% eran asiáticos, el 0% eran isleños del Pacífico, el 0% eran de otras razas y el 0.59% pertenecían a dos o más razas. Del total de la población el 1.03% eran hispanos o latinos de cualquier raza.